# Mentum (bloem)

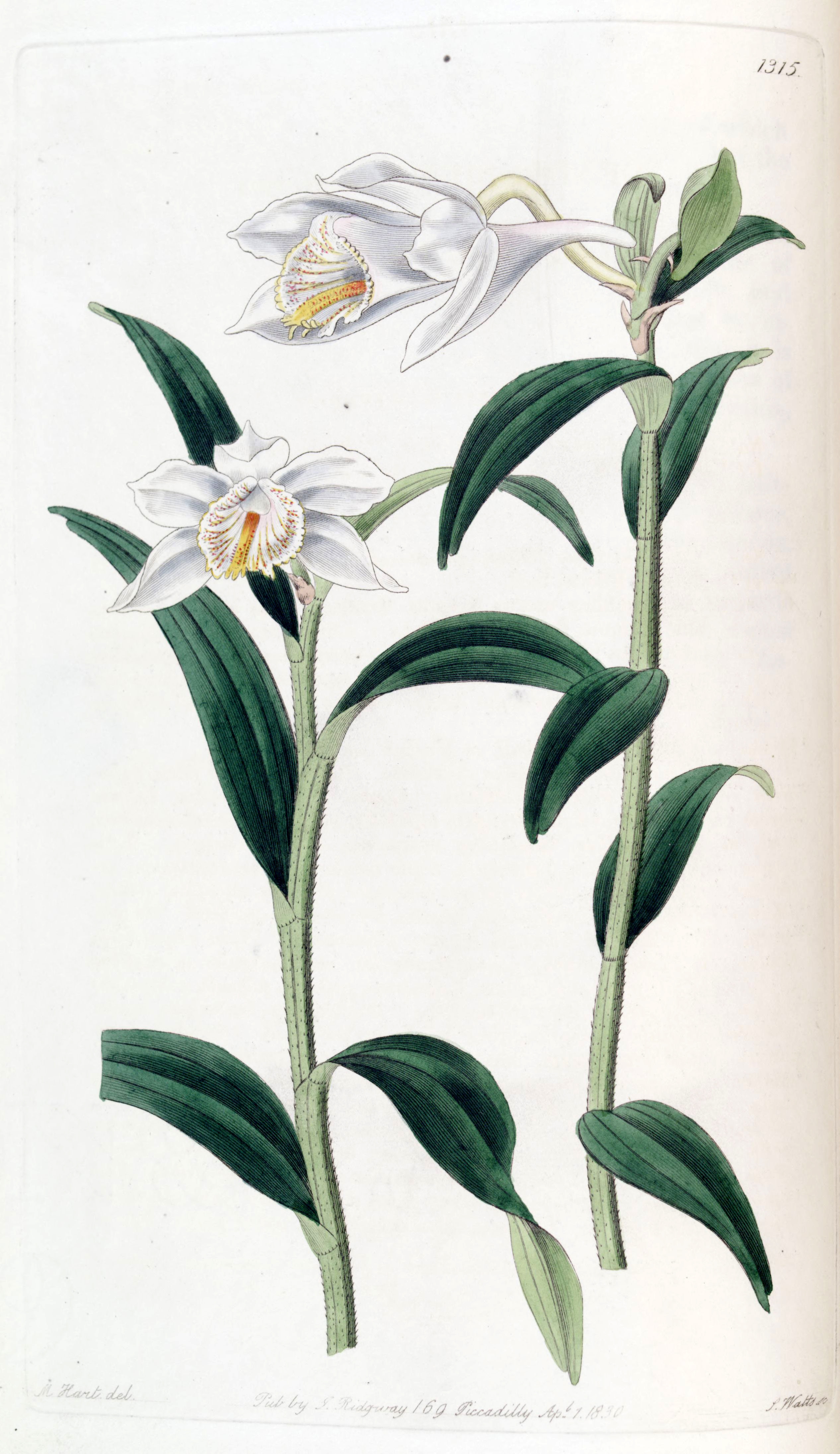
Bloem van een orchidee van het geslacht Dendrobium met een zeer lang mentum, duidelijk zichtbaar bij de bovenste bloem

Een mentum is in de plantenmorfologie een kinvormig uitsteeksel aan achterzijde van de bloem van een aantal orchideeënsoorten, die ontstaat door samensmelting van de basis van de laterale, zijdelingse kelkbladen met de verlengde voet van het gynostemium.
Het komt voornamelijk voor bij tropische orchideeën van de tribus Epidendroideae, zoals bij de geslachten Dendrobium en Eria.
Het mentum kan verschillende vormen aannemen, zoals kort en rond, zakvormig, of lang en slank. Het kan nectar bevatten en dient dan, net als het spoor van de Orchidoideae, om bestuivers aan te trekken. 